# Jungbach (Mattervispa)

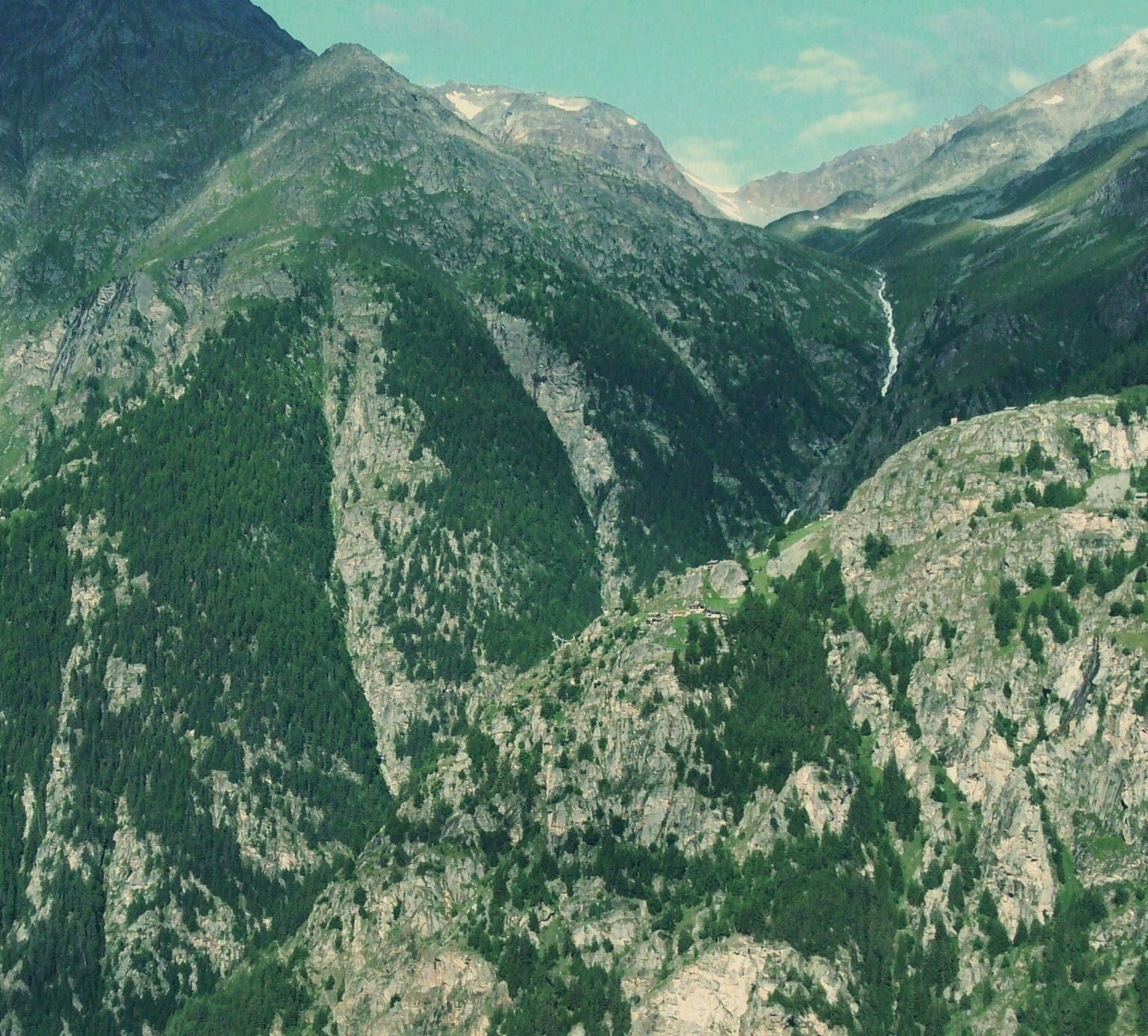
Oben der Junggletscher, das Jungtal und der Jungbach. Bei den in der Mitte des Bildes sichtbaren Gebäuden handelt es sich um einige Häuser von Wintergadmen. Von Grächen aus gesehen

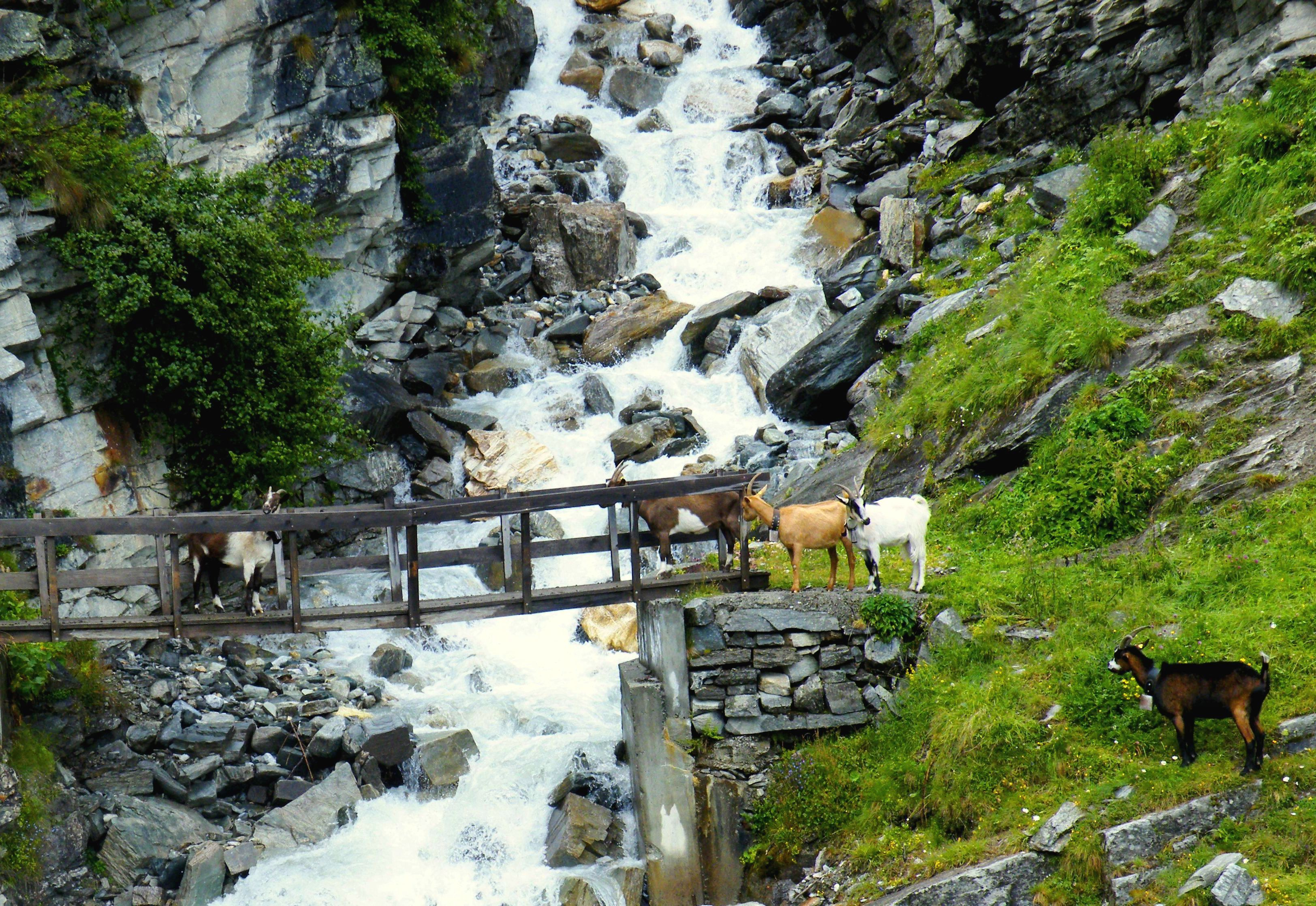
Hausziegen auf und bei der Holzbrücke auf einer Höhe von über den Jungbach des Jungerwegs von St. Niklaus Dorf auf die Alp Jungen

Der Jungbach ist ein über 6,26 Kilometer langer Bergbach im Schweizer Kanton Wallis. Er entspringt im Jungtal, wird hauptsächlich vom Junggletscher gespeist und stürzt nach 3,56 km am Ende des Jungtals 1'272 Höhenmeter über die steil abfallende linke Felswand des Mattertals nach weiteren 2,7 km beim Weiler Esch nördlich von St. Niklaus Dorf in die Mattervispa.

## «Wasserleite» und Wanderungen
Das erste erhaltene schriftliche Dokument über Zeneggen stammt aus dem Jahre 1150 betreffend Wasserankauf aus dem Jungbach über eine Wasserleiten (Suonen).
| «Wasserleite»                | Beschreibung | Anschlusshöhe                       | Endhöhe | Länge  | Schwierigkeit der Wanderung | Weiteres |
| ---------------------------- | --- | ----------------------------------- | ------- | ------ | --- | -------- |
| «Wasserleita» Obra           | Die «Wasserleita» Obra erstreckt sich vom Jungtal talauswärts Richtung Nordosten nach Jungen hin und speist den kleinen See des Rastplatzes Seewjinen in 1998 m ü. M., der sich unweit oberhalb der Endstation der Personenseilbahn St. Niklaus Dorf – Jungen befindet. Bei diesem Rastplatz finden sich auch Feuerstellen und Holztische mit Bänken. Zudem werden die Wasser der «Wasserleita» Obra landwirtschaftlich genutzt. | 2358 m, linke Seite des Jungbachs   | 1960 m  | 1,8 km | Der Wanderweg entlang der «Wasserleita» ist teils markiert und weist die Schwierigkeit T2 auf. |          |
| «Wasserleita» Sparruwasser   | Die «Wasserleita» Sparruwasser erstreckt sich Richtung Südosten nach Sparren hin und ist zwecks landwirtschaftlicher Nutzung voll bewässert. | 2275 m, rechte Seite des Jungbaches | 1860 m  | 1,8 km | Der Wanderweg entlang der «Wasserleita» ist teils unmarkiert und weist die Schwierigkeit T3 auf. |          |
| «Wasserleita» Tumbalmuwasser | Die «Wasserleita» Tumbalmuwasser erstreckt sich taleinwärts Richtung Süden nach St. Niklaus Dorf hin. Bei der Balmulägni in einer Höhe von 1233 m ü. M. bis 1230 m ü. M. folgt sie dem Jungerweg. Die «Wasserleita» ist zwecks landwirtschaftlicher Nutzung teils bewässert. | 1296 m, rechte Seite des Jungbaches | 1204 m  | 1 km   | Der Wanderweg entlang der «Wasserleita» ist teils unmarkiert und weist die Schwierigkeit T1 auf. Der erste Teil ab der Fassung aus dem Jungbach ist schwer zugänglich, da dort die «Wasserleita» durch abschüssigen Wald und Felsen läuft. |          |
| «Wasserleita» Gärstwasser    | Die «Wasserleita» Gärstwasser erstreckt sich taleinwärts Richtung Süden nach St. Niklaus Dorf hin. | 1210 m, rechte Seite des Jungbaches | 1124 m  | 1,1 km | |          |

## Kraftwerk Jungbach AG
Am 2. Juli 2012 fand die Gründung der Kraftwerk Jungbach AG statt, an der die Einwohnergemeinde St. Niklaus mit 51 % sowie die Aletsch AG, eine Tochtergesellschaft der EnAlpin AG, mit 49 % beteiligt sind. Deren Kraftwerk am Jungbach konnte am 29. April 2015 eingeweiht werden. Die Wasserfassung befinden sich im Jungtal auf einer Höhe von 2360 m ü. M. und die vollständig unterirdische Zentrale auf 1259 m ü. M., die die 2,8 km lange Druckleitung mit einem Durchmesser von 500 mm verbindet. Die gefasste Wassermenge ist 500 l/s. Die Jahresproduktion von 14,3 Millionen Kilowattstunden deckt den jährlichen Stromverbrauch von 3'000 Haushalten ab.

## Kraftwerk Ackersand 2
Der Jungbach wird seit 2003 und nach der Nutzung durch die KW Jungbach AG über einen Schrägschacht in das System des insgesamt 12,5 km langen Druckstollen des Wasserkraftwerkes Ackersand 2 der Aletsch AG eingeleitet. Die diesbezüglichen Konzessionsgeberinnen sind die Gemeinden St. Niklaus, Grächen, Embd, Törbel, Stalden, Staldenried und Zeneggen.